# 14. ceremonia wręczenia Oscarów
14. ceremonia wręczenia Oscarów – ceremonia rozdania Oscarów, która odbyła się 26 lutego 1942 roku w Hotelu Biltmore w Los Angeles.

## Laureaci i nominowani
Dla wyróżnienia zwycięzców poszczególnych kategorii, napisano ich pogrubioną czcionką oraz umieszczono na przedzie (tj. poza kolejnością nominacji na oficjalnych listach).

### Najlepszy Film
- wytwórnia: 20th Century Fox − Zielona dolina
- wytwórnia: Metro-Goldwyn-Mayer − Kwiaty pokryte kurzem
- wytwórnia: Mercury Productions − Obywatel Kane
- wytwórnia: Columbia Pictures  − Awantura w zaświatach
- wytwórnia: Paramount Pictures − Złote wrota
- wytwórnia: Samuel Goldwyn Studio − Małe liski
- wytwórnia: Warner Bros. − Sokół maltański
- wytwórnia: Warner Bros. − One Foot in Heaven
- wytwórnia: Warner Bros. − Sierżant York
- wytwórnia: RKO Radio Pictures − Podejrzenie

### Najlepszy Aktor
- Gary Cooper − Sierżant York
- Cary Grant − Ich dziecko
- Walter Huston − The Devil and Daniel Webster
- Robert Montgomery − Awantura w zaświatach
- Orson Welles − Obywatel Kane

### Najlepsza Aktorka
- Joan Fontaine − Podejrzenie
- Bette Davis − Małe liski
- Olivia de Havilland − Złote wrota
- Greer Garson − Kwiaty pokryte kurzem
- Barbara Stanwyck − Ognista kula

### Najlepszy Aktor Drugoplanowy
- Donald Crisp − Zielona dolina
- Walter Brennan − Sierżant York
- Charles Coburn − Diabeł i pani Jones
- James Gleason − Awantura w zaświatach
- Sydney Greenstreet − Sokół maltański

### Najlepsza Aktorka Drugoplanowa
- Mary Astor − Wielkie kłamstwo
- Sara Allgood − Zielona dolina
- Patricia Collinge − Małe liski
- Teresa Wright − Małe liski
- Margaret Wycherly − Sierżant York

### Najlepszy Reżyser
- John Ford − Zielona dolina
- Orson Welles − Obywatel Kane
- Alexander Hall − Awantura w zaświatach
- William Wyler − Małe liski
- Howard Hawks − Sierżant York

### Najlepszy Scenariusz Oryginalny
- Herman J. Mankiewicz i Orson Welles − Obywatel Kane
- Norman Krasna − Diabeł i pani Jones
- Abem Finkel, Harry Chandlee, Howard W. Koch i John Huston − Sierżant York
- Karl Tunberg i Darrell Ware − Tall, Dark and Handsome
- Paul Jarrico − Tom Dick and Harry

### Najlepsze Materiały do Scenariusza
- Harry Segall − Awantura w zaświatach
- Billy Wilder i Thomas Monroe − Ognista kula
- Monckton Hoffe − Lady Eve
- Richard Connell i Robert Presnell − Obywatel John Doe
- Gordon Wellesley − Nocny pociąg do Monachium

### Najlepszy Scenariusz Adaptowany
- Sidney Buchman i Seton I. Miller − Awantura w zaświatach
- Charles Brackett i Billy Wilder − Złote wrota
- Philip Dunne − Zielona dolina
- Lillian Hellman − Małe liski
- John Huston − Sokół maltański

### Najlepsze zdjęcia

#### Film czarno-biały
- Arthur C. Miller − Zielona dolina
- Karl Freund − The Chocolate Soldier
- Gregg Toland − Obywatel Kane
- Joseph Ruttenberg − Doktor Jekyll i pan Hyde
- Joseph Walker − Awantura w zaświatach
- Leo Tover − Złote wrota
- Sol Polito − Sierżant York
- Edward Cronjager − Serenada w Dolinie Słońca
- Charles Lang − Zmierzch
- Rudolph Maté − Lady Hamilton

#### Film barwny
- Ernest Palmer i Ray Rennahan − Krew na piasku
- Wilfred M. Cline, Karl Struss i William Snyder − Aloma of the South Seas
- William V. Skall i Leonard Smith − Billy Kid
- Karl Freund i W. Howard Greene − Kwiaty pokryte kurzem
- Bert Glennon − Załoga bombowca
- Harry Hallenberger i Ray Rennahan − Louisiana Purchase

### Najlepsza Scenografia i Dekoracja Wnętrz

#### Film czarno-biały
- Richard Day, Nathan Juran i Thomas Little − Zielona dolina
- Perry Ferguson, Van Nest Polglase, Al Fields i Darrell Silvera − Obywatel Kane
- Martin Obzina, Jack Otterson i Russell A. Gausman − Płomień Nowego Orleanu
- Hans Dreier, Robert Usher i Sam Comer − Złote wrota
- Lionel Banks i George Montgomery − Ladies in Retirement
- Stephen Goosson i Howard Bristol − Małe liski
- John Hughes i Fred MacLean − Sierżant York
- John DuCasse Schulze i Edward G. Boyle − Syn hrabiego Monte Christo
- Alexander Golitzen i Richard Irvine − Zmierzch
- Vincent Korda i Julia Heron − Lady Hamilton
- Cedric Gibbons, Randall Duell i Edwin B. Willis − Kiedy kobiety się spotykają

nominacja nieoficjalna:
- Sis Hopkins[1]

#### Film barwny
- Cedric Gibbons, Urie McCleary i Edwin B. Willis − Kwiaty pokryte kurzem
- Richard Day, Joseph C. Wright i Thomas Little − Krew na piasku
- Raoul Pene du Bois i Stephen A. Seymour − Louisiana Purchase

### Najlepszy Dźwięk
- General Service Sound Department, reżyser dźwięku: Jack Whitney − Lady Hamilton
- Universal Studio Sound Department, reżyser dźwięku: Bernard B. Brown − Lekarstwo na miłość
- Samuel Goldwyn Studio Sound Department, reżyser dźwięku: Thomas T. Moulton − Ognista kula
- Metro-Goldwyn-Mayer Studio Sound Department, reżyser dźwięku: Douglas Shearer − The Chocolate Soldier
- RKO Radio Studio Sound Department, reżyser dźwięku: John Aalberg − Obywatel Kane
- Republic Studio Sound Department, reżyser dźwięku: Charles Lootens − The Devil Pays Off
- 20th Century-Fox Studio Sound Department, reżyser dźwięku: E.H. Hansen − Zielona dolina
- Columbia Studio Sound Department, reżyser dźwięku: John Livadary − Mężczyźni w jej życiu
- Warner Bros. Studio Sound Department, reżyser dźwięku: Nathan Levinson − Sierżant York
- Paramount Studio Sound Department, reżyser dźwięku: Loren Ryder − Skylark
- Hal Roach Studio Sound Department, reżyser dźwięku: Elmer Raguse − Niewidzialny detektyw

### Najlepsza Piosenka
- „The Last Time I Saw Paris” − Lady Be Good − muzyka: Jerome Kern, słowa: Oscar Hammerstein II
- „Baby Mine” − Dumbo − muzyka: Frank Churchill, słowa: Ned Washington
- „Be Honest with Me” − Ridin’ on a Rainbow − muzyka i słowa: Gene Autry i Fred Rose
- „Blues in the Night” − Blues in the Night − muzyka: Harold Arlen, słowa: Johnny Mercer
- „Boogie Woogie Bugle Boy of Company B” − Buck Privates − muzyka: Hugh Prince, słowa: Don Raye
- „Chattanooga Choo Choo” − Serenada w Dolinie Słońca − muzyka: Harry Warren, słowa: Mack Gordon
- „Dolores” − Las Vegas Nights − muzyka: Lou Alter, słowa: Frank Loesser
- „Out of the Silence” − All American Co-Ed − muzyka i słowa: Lloyd B. Norlind
- „Since I Kissed My Baby Goodbye” − Marzenia o Karierze − muzyka i słowa: Cole Porter

### Najlepsza Muzyka

#### Dramat
- Bernard Herrmann − The Devil and Daniel Webster
- Frank Skinner − Back Street
- Alfred Newman − Cheers for Miss Bishop
- Edward Ward − Ognista kula
- Bernard Herrmann − Obywatel Kane
- Franz Waxman − Doktor Jekyll i pan Hyde
- Victor Young − Złote wrota
- Alfred Newman − Zielona dolina
- Edward Kay − King of the Zombies
- Morris Stoloff i Ernst Toch − Ladies in Retirement
- Meredith Willson − Małe liski
- Miklós Rózsa − Lidia
- Cy Feuer i Walter Scharf − Mercy Island
- Max Steiner − Sierżant York
- Louis Gruenberg − So Ends Our Night
- Miklós Rózsa − Zmierzch
- Franz Waxman − Podejrzenie
- Edward Ward − Tanks a Million
- Werner Heymann − Niepewne uczucie
- Richard Hageman − This Woman Is Mine

#### Musical
- Frank Churchill i Oliver Wallace − Dumbo
- Edward Ward − All American Co-Ed
- Robert Emmett Dolan − Birth of the Blues
- Charles Previn − Buck Privates
- Herbert Stothart i Bronisław Kaper − The Chocolate Soldier
- Cy Feuer − Ice-Capades
- Heinz Roemheld − Rudowłosa
- Emil Newman − Serenada w Dolinie Słońca
- Anthony Collins − Sunny
- Morris Stoloff − Marzenia o Karierze

### Najlepszy Montaż
- William Holmes − Sierżant York
- Robert Wise − Obywatel Kane
- Harold F. Kress − Doktor Jekyll i pan Hyde
- James B. Clark − Zielona dolina
- Daniel Mandell − Małe liski

### Najlepsze Efekty Specjalne
- wizualne: Farciot Edouart i Gordon Jennings, dźwiękowe: Louis Mesenkop − I Wanted Wings
- wizualne: Farciot Edouart i Gordon Jennings, dźwiękowe: Louis Mesenkop − Aloma of the South Seas
- wizualne: A. Arnold Gillespie, dźwiękowe: Douglas Shearer − Flight Command
- wizualne: John Fulton, dźwiękowe: John Hall − The Invisible Woman
- wizualne: Byron Haskin, dźwiękowe: Nathan Levinson − Wilk morski
- wizualne: Lawrence Butler, dźwiękowe: William H. Wilmarth − Lady Hamilton
- wizualne: Roy Seawright, dźwiękowe: Elmer Raguse − Niewidzialny detektyw
- wizualne: Fred Sersen, dźwiękowe: E.H. Hansen − A Yank in the R.A.F.
- wizualne: Byron Haskin, dźwiękowe: Nathan Levinson − Załoga bombowca[2]

### Najlepszy Krótkometrażowy Film Animowany
- Walt Disney − Pluto i kotek (z serii o Psie Pluto)
- Walter Lantz − Boogie Woogie Bugle Boy of Company 'B' (z serii Walter Lantz Cartune)
- Leon Schlesinger − Hiawatha’s Rabbit Hunt (z serii Zwariowane melodie)
- Columbia Pictures − How War Came
- Metro-Goldwyn-Mayer − W wigilijną noc (z serii Tom i Jerry)
- Leon Schlesinger − Rhapsody in Rivets (z serii Zwariowane melodie)
- George Pal − Rhythm in the Ranks (z serii Puppetoons)
- Metro-Goldwyn-Mayer − The Rookie Bear (z serii o Niedźwiedziu Barneyu)
- Max Fleischer − Superman (z serii Fleischer Superman cartoons)
- Walt Disney − Donald stróż porządku (z serii o Kaczorze Donaldzie)

### Najlepszy Krótkometrażowy Film na Jednej Rolce
- Metro-Goldwyn-Mayer − Of Pups and Puzzles
- Pete Smith − Army Champions
- Paramount Pictures − Beauty and the Beach
- Paramount Pictures − Speaking of Animals Down on the Farm
- Warner Bros. − Forty Boys and a Song
- Warner Bros. − Kings of the Turf
- 20th Century Fox − Sagebrush and Silver

### Najlepszy Krótkometrażowy Film na Dwóch Rolkach
- Metro-Goldwyn-Mayer − Main Street on the March!
- Woodard Productions Inc. − Alive in the Deep
- Metro-Goldwyn-Mayer − Forbidden Passage
- Warner Bros. − The Gay Parisian
- United States Army − The Tanks Are Coming

### Najlepszy Krótkometrażowy Film Dokumentalny
- National Film Board of Canada − Churchill’s Island
- Film Associates − Adventure in the Bronx
- United States Office for Emergency Management Film Unit − Bomber
- Ministrowie informacji Wielkiej Brytanii − Christmas under Fire
- Ministrowie informacji Wielkiej Brytanii − Letter from Home
- Truman Talley − Life of a Thoroughbred
- The March of Time − Norway in Revolt
- Philadelphia Housing Association − A Place to Live
- Amkino − Russian Soil
- Truman Talley − Soldiers of the Sky
- National Film Board of Canada − War Clouds in the Pacific

### Oscary honorowe i specjalne
- Rey Scott – za film Kukan': The Battle Cry of China, dokumentalną relację z rewolucji chińskiej
- Walt Disney, technicy dźwięku, oraz RCA Manufacturing Company – za realizację pełnometrażowego filmu animowanego Fantasia
- Leopold Stokowski – za wkład w realizację pełnometrażowego filmu animowanego Fantasia
- Brytyjskie Ministerstwo Informacji – za dokumentalny film Target for Tonight

### Nagroda im. Irvinga G. Thalberga
- Walt Disney

### Nagrody Naukowe i Techniczne

#### Klasa II
- Electrical Research Products Division of Western Electric CO. Inc. – za rozwój densytometru
- RCA Manufacturing Company – za projekt i rozwój mikrofonu MI-3043

#### Klasa III
- Ray Wilkinson i Paramount Studio Laboratory – za pionierskie wykorzystanie i za pierwsze praktyczne zastosowanie druku drobnoziarnistego
- Charles Lootens i Republic Studio Sound Department – za pionierskie wykorzystanie i pierwsze praktyczne zastosowanie zapisu zmiennej powierzchni push-pull w produkcji filmów klasy B
- Wilbur Silvertooth i Paramount Studio Engineering Department − za projekt systemu dostarczającego lepsze oświetlenie
- Paramount Pictures i 20th Century Fox − za rozwój i pierwsze praktyczne zastosowanie automatycznego klapsu
- Douglas Shearer i Metro-Goldwyn-Mayer Studio Sound Department, oraz Loren Ryder i Paramount Studio Sound Department − za pionierskie opracowanie drobnoziarnistej emulsji używanej do nagrywania dźwięku